# Center (Washington)
Center az Amerikai Egyesült Államok északnyugati részén, Washington állam Jefferson megyéjében elhelyezkedő önkormányzat nélküli település.
Center nevét azért kapta, mert egykor Jefferson megye közepén feküdt.

## Fordítás
- Ez a szócikk részben vagy egészben  a   Center, Washington című angol Wikipédia-szócikk ezen változatának fordításán alapul.  Az eredeti cikk szerkesztőit annak laptörténete sorolja fel. Ez a jelzés csupán a megfogalmazás eredetét és a szerzői jogokat jelzi, nem szolgál a cikkben szereplő információk forrásmegjelöléseként.